# Paolo Rossi Monti

Firma di Paolo Rossi Monti in una lettera a Antonio Banfi datata 6 febbraio 1946

Paolo Rossi Monti (Urbino, 30 dicembre 1923 – Firenze, 14 gennaio 2012) è stato un filosofo e storico della scienza italiano.

## Biografia
Paolo Rossi ha studiato prima ad Ancona e poi a Bologna, dove nel 1942 si è iscritto a filosofia. Si è laureato nel 1946 a Firenze, con il filosofo dell'umanesimo Eugenio Garin, con il quale nel 1947 ha conseguito anche il diploma di perfezionamento. Fra il 1947 e il 1949 ha insegnato storia e filosofia al Liceo Classico "Plinio il Giovane" di Città di Castello (PG).
Dal 1950 al 1959 è stato assistente di Antonio Banfi all'Università degli Studi di Milano. Fra il 1950 e il 1955 ha lavorato all'Enciclopedia dei ragazzi presso la casa editrice Mondadori. Dal 1955 ha insegnato storia della filosofia, prima all'Università degli Studi di Milano (fino al 1961), poi a Cagliari (1961-1962) e Bologna.
Nel 1962 è stato adottato dalla zia materna Elena Monti. Di conseguenza il suo cognome e quello dei suoi figli è diventato Rossi Monti nei documenti ufficiali. Tuttavia, poiché all'epoca il filosofo aveva già pubblicato tre libri e diversi saggi con il cognome Rossi, ha deciso per chiarezza di continuare ad utilizzare, nell'attività culturale, il solo cognome Rossi.
Dal 1966 si è definitivamente stabilito a Firenze, dove ha tenuto fino al 1999 la cattedra di storia della filosofia presso la facoltà di lettere dell'Università. Nello stesso 1999 è stato nominato professore emerito dall'Università di Firenze. Fra i suoi figli, Mario Rossi Monti (1953), psichiatra, è ordinario di Psicologia clinica all'Università di Urbino.

## Attività editoriale
Paolo Rossi si è sempre occupato di storia della filosofia e della scienza, con particolare riguardo al Cinquecento e al Seicento, pubblicando centinaia di saggi e articoli su riviste italiane e straniere. Ha curato edizioni di diversi autori, tra i quali Cattaneo (Mondadori), Bacone (UTET), Vico (Rizzoli), Diderot (Feltrinelli), Rousseau (Sansoni), e diretto diverse collane scientifiche e filosofiche per le case editrici Feltrinelli, Sansoni e La Nuova Italia.
Ha diretto la collana "Storia della scienza" dell'editore Olschki insieme con il filosofo Walter Bernardi. Ha partecipato alla direzione di varie riviste, tra le quali la Rivista di filosofia, e ai comitati di consulenza di numerose altre, tra le quali European Journal of Philosophy, Révue internationale d'histoire et méthodologie de la psychiatrie, Science in Context, Time and Society.
Le collaborazioni con giornali italiani vanno dalla rubrica "Scienza e filosofia" sul settimanale Panorama alla rubrica "Storia delle idee" per il supplemento culturale La Domenica del quotidiano Il Sole 24 ore (dal 1999 alla morte). Nel 1988 è stato eletto presidente del comitato scientifico del centro di studi filosofici "Antonio Banfi" di Reggio Emilia.
È stato membro dell'Accademia Europea dal 1989 e membro onorario della Società Italiana di Psicopatologia. Nel 1997 è stato nominato presidente della «Società italiana per lo studio dei rapporti tra scienza e letteratura». È stato uno dei promotori del "Festival della Filosofia della Scienza di Città di Castello", del quale è stato direttore scientifico negli anni 2008, 2009 e 2010.

## Pensiero
Ha dedicato studi particolarmente approfonditi a Francesco Bacone (che per primo fece conoscere al pubblico italiano), ma il campo nel quale ha dato il contributo più innovativo è quello della cosiddetta "rivoluzione scientifica" del Seicento. Rossi sostiene che la scienza, a cavallo tra XVI e XVII secolo, ha vissuto un vero e proprio mutamento di paradigma. Il carattere rivoluzionario dei mutamenti nel modo di fare scienza avvenuti all'epoca di Bacone e Galileo grazie a una serie di fattori: la nuova visione della natura, non più divisa tra corpi naturali e "artificiali", la dimensione continentale (e, in prospettiva, mondiale) della nuova cultura scientifica, l'autonomia dal pensiero religioso, la pubblicità dei risultati.
Un'altra importante novità fu costituita, secondo Rossi, dal formarsi di un'autonoma comunità scientifica internazionale, "una sorta di autonoma Repubblica della Scienza [...] dove non esiste l'ipse dixit". Si è dedicato per oltre trent'anni al tema della memoria, in chiave filosofica e storica, al quale ha dedicato nel 1991 il saggio Il passato, la memoria, l'oblio con il quale ha vinto il Premio Viareggio.
Nei suoi ultimi anni ha analizzato e denunciato l'esistenza di diverse forme di "ostilità alla scienza" (il "primitivismo" e l'"antiscienza") che, come forma di reazione allo sviluppo tecnologico e industriale, propugnano come soluzione di tutti i mali il ritorno a un mondo premoderno idealizzato e il rifiuto della razionalità.

## Opera:Dalla magia alla scienza
Una delle principali opere in cui parla del filosofo è Dalla magia alla scienza, pubblicato per la prima volta nel 1957, in cui ci mostra uno dei principali filosofi della storia: Bacone affondare le radici nel sapere magico-alchimistico. In questo modo ci dimostra come Bacone emerge dalle filosofie del Rinascimento e nello stesso modo le rifiuta, mostrando il punto di rottura dall'idea baconiana. 
Il libro è suddiviso in sei capitoli: 
1. Le arti meccaniche, la magia, la scienza
2. La confutazione delle filosofie
3. Le favole Antiche
4. Logica, retorica e metodo
5. Linguaggio e comunicazione
6. La tradizione retorica e il metodo della scienza

Nel primo capitolo i temi toccati sono: gli influssi esercitati su Bacon dalla tradizione magico-alchemica, la polemica baconiana contro tale tradizione e il peso che il suo concetto di scienza esercitò sulle arti meccaniche. Infatti per Bacone le arti meccaniche sono essenziali si trasformano favorendo un progresso nella scienza, rivalutando anche del tutto i prodotti artificiali costruiti dall'uomo, perché secondo lui essenziali per il progresso, riconoscendo il loro grande valore educativo a tal punto da dire che filosofi come Harvey e Galileo si dovrebbero sentire in debito con gli artigiani. In questo modo rafforza anche il concetto dove una teoria deve essere sempre applicata ai fatti, in modo da essere verificata. Parlando invece di magia Rossi ci presenta come Bacone si scagliava contro essa, perché vista come un'assurda filosofia creata solo per calpestare l'opera di Dio e per sostituire il sudore degli uomini con delle facili combinazioni.
I motivi principali per cui Bacone condanna i procedimenti magico-alchimistici sono due: per primo essi restano sempre "segreti", perché hanno delle proprie regole che non possono essere spostati sul piano del metodo; lui stesso fa uso nel suo secondo libro Novum Organum la terminologia e le regole usate dai alchimisti, ma ricordando sempre il loro carattere non-codificabile perché i procedimenti da loro utilizzati sono ricavati da testi ritenuti sacri e infallibili. In più lui si oppone sempre ai procedimenti segreti perché dovuti alla capacità di un singolo individuo, quando invece dovrebbe essere un lavoro fondato su un ideale di divisione. In secondo luogo il motivo per cui condanna questa "scienza" è perché la mente umana ci viene presentata come uno specchio chiaro che viene offuscato da queste futili scienze diventando così uno specchio incantato pieno di credenze e superstizioni. 
Il secondo capitolo invece tratta di: di sostituire al quadro storiografico aristotelico un nuovo quadro; di rendersi conto delle origini storico-sociali di quelle dottrine contro le quali si era impegnato; e di chiarire le cause del fallimento del sapere tradizionale. Barone accusa tutti i filosofi dell'antichità per aver seguito un comune atteggiamento su stessi principi e sulle stesse argomentazioni e cerca invece una nuova logica e una nuova moralità. Tra i filosofi più criticati troviamo Aristotele per mescolare la scienza con la religione identificando Dio con il Motore Primo della filosofia naturale e per aver entusiasmato gli uomini rendendoli schiavi delle sue parole, portando così avanti alle persone delle teorie basate su pochi fatti, in più ha dato origine a una scienza che si illude di aver determinato le cause dei fenomeni.
Viene poi criticato anche Platone perché asserisce che la verità non proviene dall’esterno ma è innata nella mente umana sostenendo la sua teoria con la religione, mescolando così di nuovo scienza e teologia che è dannosissima sia alla scienza che alla religione. Non sono ovviamente gli unici a essere criticati, ma si citano anche i nomi di Galilei, Pitagora e Eraclito. Quindi i principali motivi per cui si allontana dalla tradizione filosofica è perché la filosofia ha distolto gli uomini dall’indagine sulla natura e si è trasformata in riflessione sull’interiorità e perché incapace di affrontare i problemi dell’esperienza è della realtà, dovuti alla sostituzione di soluzioni verbali a sostituzioni reali e a mescolare scienza con la religione.
Passando al capitolo successivo esamina le diverse posizioni assunte da Bacone verso il problema delle favole antiche e chiarisce come queste diverse posizioni siano collegate alle diverse formulazioni del suo programma di riforma del sapere. Nell'Advancement of learning vengono dati da Bacone ai miti due funzioni principali: quella chiarificatrice in cui nelle età antiche fu necessario ricorrere a miti, favole, immagini allusioni per rendere comprensibili concetti inconsueti agli uomini di quel tempo; e allegorica cioè quella di velare, nascondere verità in precedenza acquisite; le favole, dunque, sono state create per celare un senso segreto.
Egli stesso utilizza dei miti: la favola di Meti, che ingravidata da Giove, fu divorata dal marito, il quale in seguito partorì dalla testa Pallade armata. Utilizzata da Bacone per spiegare come si servono i sovrani per mantenere intatta la loro potenza e aumentare il loro prestigio davanti al popolo, un altro importante mito è quello del pastore Proteo, conoscitore di passato, presente, futuro, si addormentava dopo aver contato i capi del suo gregge. Chi lo voleva consultare, doveva abilmente costringerlo, perché egli si trasformava rapidamente in fuoco, aria, belva e in infinite altre forme, prima di riprendere le sue sembianze originarie. Il gregge simboleggia le diverse specie di cui è formata la materia, il sonno di Proteo rappresenta la natura addormentata che non crea più nuove specie. Ma come Proteo deve essere obbligato a rivelare la verità, così la natura, può essere forzata dall’arte ad assumere forme che vanno al di là delle specie ordinarie.
L’atroce destino di Prometeo, poi, rappresenta la sorte di coloro che, gonfiati dalla scienza, vogliono sottomettere ai sensi e alla ragione la sapienza divina. Quest’ultimo mito insieme a quello di Penteo che ci racconta che esso salito su un albero per assistere ai riti segreti di Bacco, fu punito con la condanna ad una doppia visione (del sole e di Tebe) che lo costringeva a errare senza meta, rappresenta ciò che colpirà coloro che tentino di penetrare il mistero di Dio attraverso le scoperte della ragione; essi saranno preda di un’incapacità di giudizio che renderà vane le loro opere. Vuole infatti spiegare con entrambi i miti, l’errore di una mescolanza di umano e di divino, di scientifico-razionale.
Gli ultimi tre capitoli sono stati dedicati a all’esame della logica Baconiana, parlando di rapporti logica-retorica, la connessione tra la logica capace di cogliere la realtà delle cose e quella di illuminare lo specchio incantato della mente umana e infine il tentativo di Bacone di applicare dei procedimenti di tipo retorico sulla nuova logica della scienza.
Diversi sono i significati che egli attribuisce alla parola Logica: 
1. trovare ciò che si cerca (arte della ricerca o invenzione);
2. giudicare ciò che si è trovato (arte dell’esame o giudizio);
3. ritenere ciò che si è giudicato (arte della memoria);
4. trasmettere ciò che si è ritenuto (arte del parlare o trasmissione).

In più in questi capitoli si parla la riforma del metodo induttivo fornito come strumento per all’uomo per impadronirsi della realtà. Il principale compito è quello di liberare la mente dagli idola; essi possono essere di diversi tipi:
- Idola tribus: ovvero errori comuni a tutti gli esseri umani,
- Idola specus: dovuti alle caratteristiche dei singoli individui
- Idola theatri: derivati da filosofie del passato.
- Idola Fori: derivati da rapporti sociali

Nel De Augmentis si distinguono i primi due tipi di idoli che sono innati, dal terzo e dal quarto che sono acquisiti; se quelli acquisiti sono eliminabili con difficoltà, quelli innati non lo sono in nessun modo: resta solo la possibilità individuarli e divenirne consapevoli. Nasce così la dottrina degli idola fa parte integrante, per Bacone, della nuova logica della scienza, che ha come scopo l’invenzione delle arti per mettere gli uomini in grado di dominare la realtà naturale. Alla radice di questa dottrina sta la convinzione che la situazione della mente umana di fronte alle cose non è quella che dovrebbe essere. Infatti la mente umana creata dal Creatore, era come uno specchio capace di riflettere fedelmente il tutto, grazie a quella pura conoscenza con il peccato originale (la pretesa di conoscere il bene e il male) egli perse la sua libertà e la purezza portando la mente a essere corrotta e divenire uno “specchio incantato” che distorceva le immagini delle cose.
Per Bacone in più la conoscenza della realtà richiede una radicale riforma che metta in discussione tutta l’opera della mente in modo da raggiungere un reale sapere, superando gli ostacoli costituiti dall’adorazione dell’intelletto umano, dalla cieca fiducia nelle originarie capacità della mente. In tal senso Bacone sostiene la dialettica e attribuisce a essa un duplice il merito di utilizzare la logica per esigenze pratiche e anche di aver riconosciuto che la mente non è, in quanto tale, specchio della realtà, considerandola come sezione dell’arte della comunicazione.

## Riconoscimenti
Nel 1972 è stato eletto membro del "Comitato 08" del Consiglio Nazionale delle Ricerche (rieletto nel 1977). È stato presidente sia della Società Filosofica Italiana (dal 1980 al 1983) sia della Società Italiana di Storia della Scienza (dal 1983 al 1990). È stato socio corrispondente dell'Accademia Pontaniana di Napoli dal 1981, socio corrispondente dell'Accademia Nazionale dei Lincei dal 1988 e socio nazionale della stessa dal 1992.
Nel 1985 ha ricevuto la Medaglia Sarton per la storia della scienza dalla «American History of Science Society» (USA) e successivamente la Medaglia Pictet dalla «Société de Physique et d'Histoire Naturelle de Genève». Il 7 settembre 2009 gli è stato conferito il Premio Balzan per la storia delle scienze "per i suoi decisivi contributi allo studio dei fondamenti intellettuali della scienza dal Rinascimento all'Illuminismo". La Società Psicoanalitica Italiana lo ha insignito del Premio Musatti nel 2008.

## L'archivio e la biblioteca
Paolo Rossi ha lasciato la propria collezione privata di libri e documenti alla biblioteca del Museo Galileo, che nel giugno 2012 ne ha ricevuta una prima tranche.
Il materiale archivistico raccoglie scritti e appunti a tema storico-filosofico e storico-scientifico, relazioni tenute a convegni e conferenze, minute, bozze di stampa e materiali preparatori per pubblicazioni, documenti attinenti all'attività di docenza e divulgazione, nonché un'ampia selezione di ritagli e articoli di argomento vario tratti dalle maggiori testate italiane e una raccolta di documenti di Antonio Banfi.
Nella biblioteca privata, invece, ai numerosi testi di storia della filosofia e storia della scienza, si affiancano volumi di argomento diverso, che rispecchiano i molteplici interessi di chi li ha raccolti, così come si sono evoluti nel corso di una vita: politica, sociologia, religione, in una ricca raccolta di monografie, miscellanee e periodici.

## Opere
- Giacomo Aconcio, Milano, F.lli Bocca, 1952
- L'interpretazione baconiana delle favole antiche, Roma-Milano, F.lli Bocca. 1952
- Francesco Bacone. Dalla magia alla scienza, Bari, Laterza, 1957; 1974.
- Clavis Universalis. Arti mnemoniche e logica combinatoria da Lullo a Leibniz, Milano-Napoli, Ricciardi, 1960.
- Antologia della critica filosofica, a cura di, 2 voll., Bari, Laterza, 1961-1964.
- I filosofi e le macchine (1400-1700), Milano, Feltrinelli, 1962; 1971.
- Galilei, in I protagonisti della storia universale, V, Dall'Umanesimo alla Controriforma, Milano, Compagnia Edizioni Internazionali, 1965.
- Il pensiero di Galileo Galilei. Una antologia dagli scritti, a cura di, Torino, Loescher, 1968.
- Le sterminate antichità. Studi vichiani, Pisa, Nistri-Lischi, 1969.
- Storia e filosofia. Saggi sulla storiografia filosofica, Torino, Einaudi, 1969; 1975.
- Aspetti della rivoluzione scientifica, Napoli, Morano, 1971.
- La rivoluzione scientifica. Da Copernico a Newton, a cura di, Torino, Loescher, 1973; Pisa, ETS, 2020. ISBN 978-88-467-5577-3.
- Immagini della scienza, Roma, Editori Riuniti, 1977.
- I segni del tempo. Storia della Terra e storia delle nazioni da Hooke a Vico, Milano, Feltrinelli, 1979.
- I ragni e le formiche. Un'apologia della storia della scienza, Bologna, il Mulino, 1986. ISBN 88-15-00995-7.
- Storia della scienza moderna e contemporanea, diretta da, 3 voll. in 5 tomi, Torino, UTET, 1988. ISBN 88-02-04152-0.
- La scienza e la filosofia dei moderni. Aspetti della rivoluzione scientifica, Torino, Bollati Boringhieri, 1989. ISBN 88-339-0468-7.
- Paragone degli ingegni moderni e postmoderni, Bologna, Il Mulino, 1989. ISBN 88-15-02334-8.
- Il passato, la memoria, l'oblio. Sei saggi di storia delle idee, Bologna, il Mulino, 1991. ISBN 88-15-03256-8. (Premio Viareggio 1992)
- La filosofia, diretta da, 4 voll., Torino, UTET, 1995. ISBN 88-02-04917-3.
- Naufragi senza spettatore. L'idea di progresso, Bologna, il Mulino, 1995. ISBN 88-15-05043-4.
- La nascita della scienza moderna in Europa, Roma-Bari, Laterza, 1997. ISBN 88-420-5204-3.
- Le sterminate antichità e nuovi saggi vichiani, Scandicci, La Nuova Italia, 1999. ISBN 88-221-3158-4.
- Un altro presente. Saggi sulla storia della filosofia, Bologna, il Mulino, 1999. ISBN 88-15-07305-1.
- Bambini, sogni, furori. Tre lezioni di storia delle idee, Milano, Feltrinelli, 2001. ISBN 88-07-10310-9.
- Alambicco e calamaio. Scienza e letteratura fra Seicento e Ottocento, con Giovanni Baffetti e Andrea Battistini, Milano, Unicopli, 2002. ISBN 88-400-0846-2.
- Il tempo dei maghi. Rinascimento e modernità, Milano, Cortina, 2006. ISBN 88-6030-023-1.
- Speranze, Bologna, il Mulino, 2008. ISBN 978-88-15-12700-6.
- Mangiare, Bologna, il Mulino, 2011. ISBN 978-88-15-15066-0.
- Un breve viaggio e altre storie. Le guerre, gli uomini, la memoria, Milano, Cortina, 2012. ISBN 978-88-6030-471-1.
- A mio non modesto parere. Le recensioni sul Sole 24 ore, a cura di Roberto Bondì e Martino Rossi Monti, Bologna, il Mulino, 2018. ISBN 978-88-15-27829-6.